# National Information Standards Organization
National Information Standards Organization (NISO) – amerykańska organizacja ustanawiająca standardy w dziedzinie usług informacyjnych, zarówno tradycyjnych, jak i związanych z nowymi technologiami. Założona została w 1939 roku, a zarejestrowana jako edukacyjne stowarzyszenie non-profit w 1983 roku. Obecną nazwę przyjęto w 1984 roku.